# Limenitis praecaria
Limenitis praecaria är en fjärilsart som beskrevs av Hans Fruhstorfer 1915. Limenitis praecaria ingår i släktet Limenitis och familjen praktfjärilar. Inga underarter finns listade i Catalogue of Life.